# 박희재
박희재(朴喜宰, 1932년 10월 30일 ~ 2020년 4월 24일)는 대한민국의 군인 출신 정치가, 기업가 겸 사회운동가이자 저술가 겸 대학 교수였으며 예비역 대한민국 해병대 중장이다. 그의 유해는 국립 서울현충원 충혼당에 안장되었다.

## 주요 이력

### 출생과 어린 시절
1932년 10월 30일 경상북도 금릉에서 출생하여 지난날 한때 경상북도 대구에서 잠시 유아기를 보낸 적이 있고 그 후 경상북도 영양에서 잠시 유년기를 보낸 적이 있으며 1938년 경상북도 금릉 향리에 귀향하여 줄곧 경상북도 김천에서 성장.

### 주요 경력
- 1955년 : 해병 소위 임관
- 1956년 : 해병교육단 교관(해병교 구대장요원)
- 1960년 : 해병 제1사단 2대대 중대장
- 1966년 : 해병 제5여단 해역전강화대대장
- 1967년 : 해병 제5여단 1연대 2대대장
- 1976년 : 해병 제1사단 2연대장
- 1977년 : 해병 제5해역사령부 부사령관
- 1980년 : 해병 제2여단장
- 1981년 : 해병 제2사단장
- 1981년 : 대한민국 국방부 장관 예하 해병보좌관
- 1982년 : 해군 제2참모차장(제15대 해병대사령관)
- 1984년 : 해병 중장 예편
- 인하대학교 초빙교수.
- 한양대학교 초빙교수.
- 신민주공화당 당무위원 겸 외교안보행정특보위원.
- 자유민주연합 당무위원 겸 외교안보행정특임고문.
- 신한국당 상임고문 겸 당무위원.

### 학력
- 대한민국 해군사관학교 해병반 9기
- 미국 버지니아 종합군사학원 해병기초반 수료
- 미국 미주리 종합군사학원 해군 ATU과정 수료
- 미국 육군참모대학교 수료
- 대한민국 국방대학교 행정학사 20기

## 상훈
- 1966 : 국방부 장관 표창장
- 1968 : 보국훈장 삼일장
- 1970 : 화랑무공훈장
- 1970 : 월남 육군동성훈장
- 1970 : 월남 육군1등명예훈장
- 1970 : 월남 은성무공훈장
- 1971 : 충무무공훈장
- 1971 : 월남 육군 1등 명예 훈장
- 1971 : 미 근무공로훈장
- 1971 : 월남 금성무공훈장
- 1972 : 국방부 장관 표창장
- 1975 : 대통령 표창장
- 1979 : 보국훈장 천수장
- 1983 : 보국훈장 국선장

## 가족 관계
- 배우자 : 정옥렬 ( ~ 2018년 6월 17일)
  - 장남 : 박환용
  - 차남 : 박환철
  - 딸 : 박지숙
    - 사위 : 전태동